# Monomorium guineense
Monomorium guineense är en myrart som först beskrevs av Bernard 1953.  Monomorium guineense ingår i släktet Monomorium och familjen myror. Inga underarter finns listade i Catalogue of Life.